# بود کراشوسکیه
بود کراشوسکیه (به لهستانی:  Budy Kraszewskie) یک روستا در لهستان است که در گمینا راچیانژ واقع شده‌است.